# Чемпіонат НДР з хокею 1970—1971
Чемпіонат НДР з хокею 1971 — чемпіонат НДР, чемпіоном став клуб «Динамо» (Вайсвассер) 18-й титул.

## Таблиця
| М  | Команда               | І | Пер | Н | Пор | Ш     | О |
| -- | --------------------- | - | --- | - | --- | ----- | - |
| 1. | «Динамо» (Вайсвассер) | 8 | 4   | 1 | 3   | 36:34 | 9 |
| 2. | СК «Динамо» (Берлін)  | 8 | 3   | 1 | 4   | 34:36 | 7 |

Скорочення: М = підсумкове місце, І = ігри, Пер = перемоги, Н = нічиї, Пор = поразки, Ш = закинуті та пропущені шайби, О = набрані очки

## Матчі
- СК «Динамо» (Берлін) — «Динамо» (Вайсвассер) 3:2
- «Динамо» (Вайсвассер) — СК «Динамо» (Берлін) 4:4
- СК «Динамо» (Берлін) — «Динамо» (Вайсвассер) 3:4
- «Динамо» (Вайсвассер) — СК «Динамо» (Берлін) 4:1
- СК «Динамо» (Берлін) — «Динамо» (Вайсвассер) 3:7
- СК «Динамо» (Берлін) — «Динамо» (Вайсвассер) 8:4
- «Динамо» (Вайсвассер) — СК «Динамо» (Берлін) 6:5
- «Динамо» (Вайсвассер) — СК «Динамо» (Берлін) 5:7